# Компакт
Компакт је институционализовани механизам сарадње власти са невладиним сектором. Подразумева обавезни документ о сарадњи централне власти, локалне власти и невладиног сектора о принципима сарадње како би се она подигла на виши ниво. Може постојати у облику споразума, меморандума, заједничке декларације или изјаве о општим принципима и друштвеним вредностима које деле учесници у компакту.